# Coccorchestes quinquespinosus
Coccorchestes quinquespinosus är en spindelart som beskrevs av Balogh 1980. Coccorchestes quinquespinosus ingår i släktet Coccorchestes och familjen hoppspindlar. Inga underarter finns listade i Catalogue of Life.